# Ichnanthus lancifolius
Ichnanthus lancifolius är en gräsart som beskrevs av Carl Christian Mez. Ichnanthus lancifolius ingår i släktet Ichnanthus och familjen gräs. Utöver nominatformen finns också underarten I. l. weberbaueri.